# W świetle i we mgle
W świetle i we mgle – pierwszy album zespołu Big Day wydany na kasecie magnetofonowej 6 grudnia 1993 roku nakładem wytwórni Izabelin Studio. Nagrania zrealizowano w październiku 1993 roku w Studio Izabelin. W 1994 roku ukazał się na płycie kompaktowej. 25 maja 2016 nakładem Universal Music Polska ukazała się reedycja płyty, a nagrania zostały zremasterowane cyfrowo.

## Lista utworów
1. „Violet Train” (muz. Big Day, sł. Anna Zalewska, Marcin Ciurapiński) – 2:37
2. „Jeszcze czas” (muz. Big Day, sł. Marcin Ciurapiński) – 3:28
3. „Mój znak” (muz. Big Day, sł. Marcin Ciurapiński) – 3:52
4. „Someone” (muz. Big Day, sł. Anna Zalewska, Marcin Ciurapiński) – 6:23
5. „W świetle i we mgle” (muz. i sł. Marcin Ciurapiński) – 5:27
6. „Mam ich wszystkich” (muz. Big Day, sł. Marcin Ciurapiński) – 2:44
7. „Jestem jak wiatr” (muz. Big Day, sł. Marcin Ciurapiński) – 2:17
8. „Love Is the Stream of Time” (muz. Big Day, sł. Anna Zalewska, Marcin Ciurapiński) – 3:36
9. „Obłęd brylantów” (muz. Big Day, sł. Marcin Ciurapiński) – 4:12
10. „Ostry smak ziemi” (muz. Big Day, sł. Marcin Ciurapiński) – 3:22
11. „Widzieć tak” (muz. Big Day, sł. Marcin Ciurapiński) – 4:24
12. „Głos nieobecnych” (muz. Big Day, sł. Marcin Ciurapiński) – 3:26
13. „It's Not Mystery” (muz. i sł. Marcin Ciurapiński) – 4:43

## Twórcy
- Anna Zalewska-Ciurapińska – śpiew
- Marcin Ciurapiński – gitara akustyczna, gitara basowa, instrumenty klawiszowe, śpiew
- Damian Nowak – perkusja
- Wojciech Olkowski – gitara akustyczna, gitara

Personel
- produkcja – Katarzyna Kanclerz i Andrzej Puczyński
- Projekt graficzny i foto – Marta & Łukasz `Thor` Dziubalscy